# 領洗池

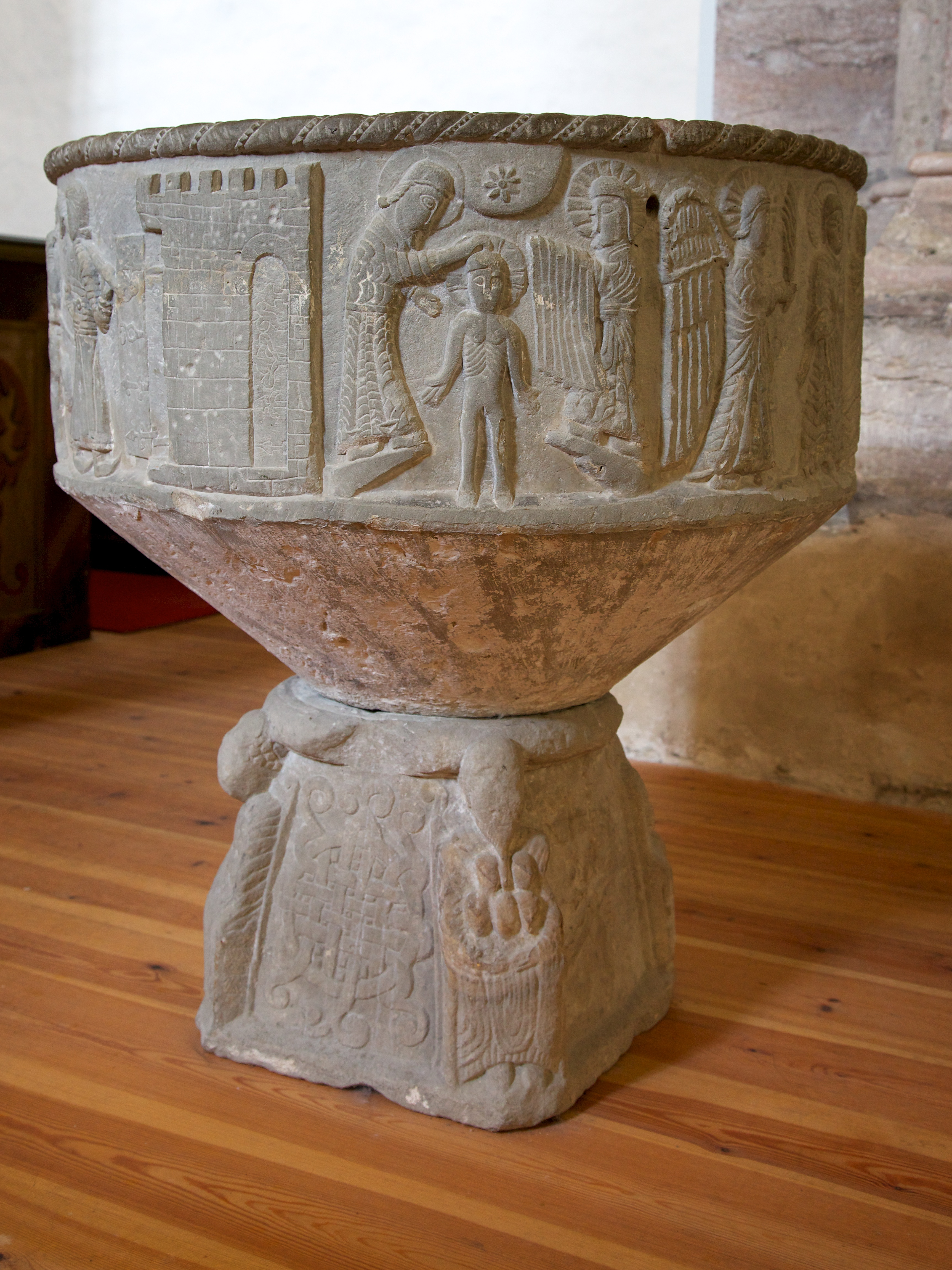
瑞典Grötlingbo教堂罗马式美术的領洗池

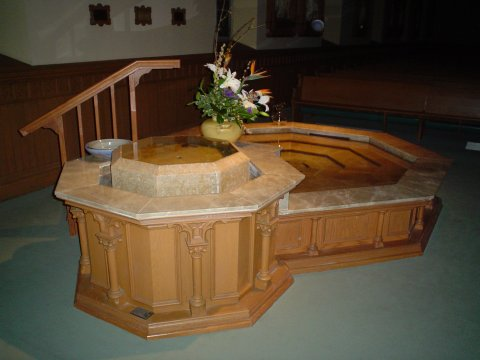
艾奥瓦州迪比克聖辣法耳主教座堂的領洗池，在2005年整修，加入一個可以進行浸水禮的領洗池

領洗池（Baptismal font）是指在基督宗教的教會中為兒童及成人施行洗禮而設置的設備，是可儲水的容器。依洗禮的不同，領洗池也隨之不同。
若洗禮是使用浸水禮，受洗者需全身浸入水中，因此領洗池需可容納一個人，受洗者在領洗池中，先浸到水中再由施洗者扶起，即完成洗禮。若是使用點水禮或注水禮，洗禮是用施洗灑水或注水的方式進行，受洗者不需進入領洗池中，領洗池只是單純的儲水容器。

## 點水禮和注水禮的領洗池
最早的西方領洗池出現在殉道者墓窟。許多接受幼兒洗禮的西方基督教派系，其領洗池是為了使用點水禮和注水禮等，受洗者不浸入水中的洗禮方式來進行。這類的領洗池，最簡單的是有台子以及支持水盆的座。其材料可能會用雕刻的大理岩、木材或是金属製成。許多這類的領洗池會是八边形，可以連結到旧约圣经中規定以色列男子在出生後第八天要進行的割禮（包皮環切術）。許多領洗池有三個邊，象徵三位一體，也就是聖父、聖子和聖靈是同一個神的三個不同位格。

## 浸水禮的領洗池
最早的領洗池是為受洗者需浸入水中的浸水禮所設計，一般會是十字形，有三個台階以表示三位一體，受洗者可以從台階走進領洗池內。一開始，這類的領洗池會放在獨立的建築（洗禮堂）。後來，這類的儀式會在教堂門口附近進行，一般會在大門附近，表示加入教會。當幼兒洗禮變普遍時，有些只接受完全浸沒式洗禮的教派，會將領洗池（baptismal font）專指這種浸水禮的領洗池。但在天主教會傳統中，領洗池（baptismal font）和浸水禮中用的設備是不同的。

## 外部連結
- Church Furniture article in Christian Cyclopedia
- The Baptismal font of Renier d'Huy in Liège, Belgium